# Rjúdžó (1869)
Rjúdžó (龍驤) byla šroubová paroplachetní obrněná korveta japonského císařského námořnictva. Byla dokončena roku 1869 v Británii pro japonský Kumamoto han (熊本藩 ~ knížectví Kumamoto; dnes zhruba prefektura Kumamoto) a v západních pramenech vystupuje i jako Ihosho Maru/Jho Sho Maru. V roce 1870 byla předána nově vzniklému císařskému námořnictvu a přejmenována na Rjúdžó. Jako největší loď nového námořnictva (až do příchodu obrněnce Fusó) se stala vlajkovou lodí císařského námořnictva. Byla nasazena při potlačení povstání v počátcích období Meidži a roku 1874 byla vlajkovou lodí trestné výpravy na Tchaj-wan. Roku 1894 byla přestavěna na dělostřeleckou výcvikovou loď a vyřazena 1895 nebo 1898.

## Pozadí vzniku

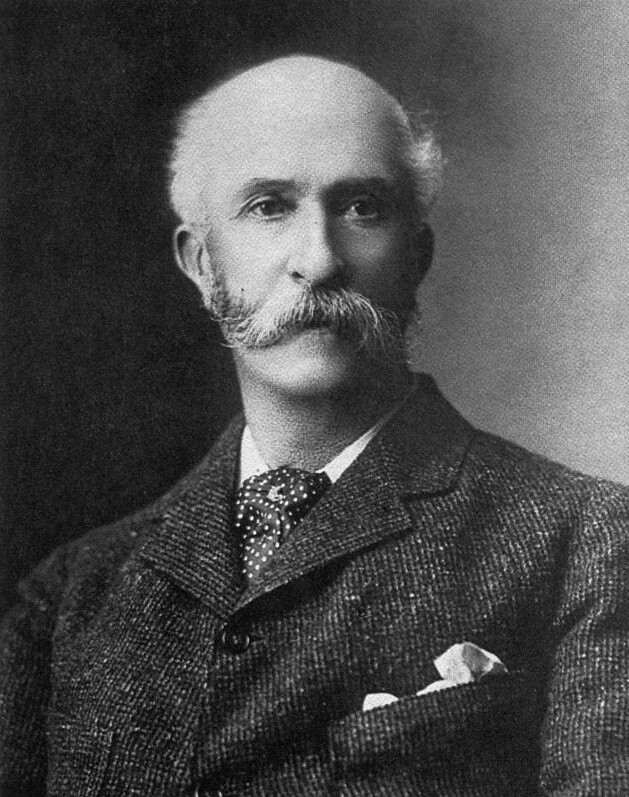
Thomas Blake Glover

Během období Edo byla v Japonsku zakázaná stavba lodí schopných plavby po širém moři. Po nuceném otevření Japonska (1853-54) tedy na ostrovech neexistovala loděnice, která by měla zkušenost se stavbou moderních oceánských plavidel. Jednotlivá knížectví (藩 han) pozdního šógunátu proto hledala své první válečné lodě v zámoří.
Skotský obchodník Thomas Blake Glover, který působil v Japonsku od roku 1859, objednal v aberdeenské loděnici Alexander Hall and Company stavbu dvou plavidel: větší paroplachetní obrněné korvety Jho Sho Maru pro Kumamoto han a menší paroplachetní šalupy Hóšó Maru pro Čóšú han (長州藩 ~ knížectví Čóšú).
Kdy došlo k položení kýlu prameny neuvádějí a i v tom, kdy mělo dojít ke spuštění na vodu, se rozcházejí: podle Jentschury a Nišidy měla být Jho Sho Maru spuštěna už v roce 1864, ale podle aberdeenships.com se tak mělo stát až 27. března 1869.
Když už byla Jho Sho Maru na vodě, propukl nad ránem 29. května 1869 požár. Hořet začalo na pile, která sousedila s kotvištěm Jho Sho Maru. Při hašení zemřel čtyřiašedesátiletý majitel loděnice James Hall, který se pokoušel novou loď zachránit před plameny.
Kvůli chybě ve výpočtu ceny prodělala loděnice na stavbě 500 £.

## Konstrukce

### Trup a pancéřování
Trup byl smíšené dřevěno–ocelové konstrukce (z nelegované oceli) a opatřen pancéřovým pásem, který chránil vodorysku po celé délce. Pancéřový pás o tloušťce 4½ palce (114,3 mm) se skládal ze dvou plátů o celkové šířce šesti stop (1524 mm) a hmotnosti 130 T (132,086 t).
Kasematy dělostřelecké baterie kryl pancíř o tloušťce čtyř palců (101,6 mm).

### Pohon
Jho Sho Maru/Rjúdžó byla třístěžňový plnoplachetník – tzn. nesla příčné plachty i na bezanu nad vratiplachtou. Peň každého stěžně a dolní ráhna (ráhna hlavních/kurzových plachet) byly z nelegované oceli.
Jako pomocný pohon byl (podle Jentschury a Nišidy) instalován dvouválcový sdružený parní stroj o indikovaném výkonu 800 koňských sil (588,4 kW). Podle aberdeenships.com se ale mělo jednat o dva horizontální parní stroje o nominálním výkonu 280 k (208,8 kW), které napřímo poháněly jednu lodní vrtuli.
Komín byl umístěn mezi předním a hlavním stěžněm.

### Výzbroj
Hlavní výzbroj podle Jentschury a Nišidy tvořily dva 6½″ (165 mm) zezadu nabíjené kanóny, které doplňovalo deset 5½″ (140 mm) zadovek. Podle aberdeenships.com ale měly hlavní výzbroj tvořit dvě zepředu nabíjené stolibrovky a osm zepředu nabíjených 64-librovek.
Když byla Rjúdžó roku 1894 přestavěna na loď pro výcviku dělostřelců, byla její výzbroj nahrazena jedním 6,7″ (170,2 mm) zezadu nabíjeným kanónem firmy Krupp a pěti 6,3″ (160 mm) zepředu nabíjenými kanóny s drážkovanou hlavní. Podle Rengó Kantai Gunkan Meimei Den a Nihon Gunkan Ši se mělo jednat o šest 64-librovek Krupp.

## Služba

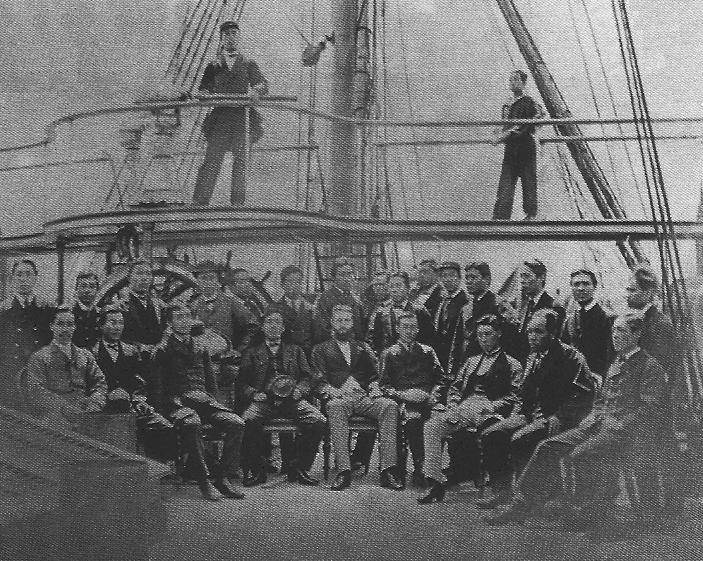
Poručík Horse a jeho dělostřelci ve výcviku na palubě Rjúdžó, 1871

Dne 11. srpna 1869 vyplula Jho Sho Maru ze severoskotského Thurso a zamířila do Nagasaki, kam doplula v lednu 1870. Na krátkou dobu se stala největší (a prakticky jedinou) jednotkou malého námořnictva klanu z Kumamoto. Již 8. května 1870 ale byla zařazena do vznikajícího císařského námořnictva a přejmenována na Rjúdžó. Podle Rengó Kantai Gunkan Meimei Den a Nihon Kaigun Ši se znaky 龍驤 měly číst nejprve jako Rjóšó a teprve později jako Rjúdžó (hiraganou りょうしょう vs. りゅうじょう).
Jako největší loď nového císařského námořnictva Rjúdžó několikrát navštívil sám císař éry Meidži.
Dne 3. března 1873 se velitelem Rjúdžó stal čúsa (中佐 ~ fregatní kapitán) Takanori Fukušima.
Počátkem roku 1874 se loď zúčastnila potlačení povstání v prefektuře Saga a v květnu téhož roku byla vlajkovou lodí japonské tchajwanské expedice. V roce 1877 se zúčastnila potlačení sacumského povstání, přičemž se podílela na obsazení přístavu Kagošima a následně podporovala pozemní jednotky v bitvě o Širojamu.
Příchod nových a modernějších plavidel odsunul Rjúdžó z prvoliniové služby a tak se od roku 1881 věnovala i cvičným plavbám kadetů (少尉候補生 šó'i kóhosei) Kaigun heigakkó (海軍兵学校 ~ japonská císařská námořní akademie). V rámci těchto transoceánských cvičných plaveb navštívila jihovýchodní Asii, Austrálii, Chile, Peru i Havajské ostrovy.
Roku 1888 byl demontován parní stroj a loď měla být překlasifikována na výcvikovou loď pro dělostřelce. 2. prosince 1893 byla vyškrtnuta, ale nadále sloužila pro výcvik dělostřelců (ovšem již bez posádky). Za tím účelem byla roku 1894 přezbrojena. Po vypuknutí první čínsko-japonské válka byla 12. září 1894 reaktivována jako plovoucí baterie s posádkou 127 mužů u vjezdu do jokosuckého přístavu. Ještě před koncem války ale byla 17. února 1895 opět deaktivována. Podle Jentschury měla být vyškrtnuta až 1898 a k roku 1902 ji Jentschura zmiňuje jako hulk, který měl být rozebrán 1904. Sumihiro Sano uvádí, že teprve v září 1906 se dělostřelci přesunuli z Rjúdžó na pevninu a loď byla rozebrána až roku 1908.
Císařská pečeť z přídě je vystavena v muzeu na hradě Kumamoto.